# Device
A Device 1985-ben alakult, 1987-ben feloszlott amerikai pop-rock együttes, amelyet Holly Knight énekes-dalszerző alapított Paul Engemann és Gene Black társaságában.
Az együttes 1985-ben részt vett Tina Turner és Tim Cappello One of the Living című dalának elkészítésében, amely a Mad Max 3. című mozifilm betétdala volt. Az együttes a következő évben kiadta 22B3 című stúdióalbumát, amelyről a "Hanging on a Heart Attack" című kislemez felkerült a Billboard Hot 100 35. helyére.
Az együttes 1987-ben feloszlott, Knight szólókarrierbe és dalszerzői pályafutásba kezdett, Engemann az Animotion együtteshez csatlakozott énekesként, Black pedig turnézenészként dolgozott tovább, többek között Tina Turner és Joe Cocker mellett.

## Tagok
- Paul Engemann – énekes
- Holly Knight – basszusgitár, keytar, billentyűs hangszerek, vokál
- Gene Black − akusztikus és elektromos gitár, háttérvokál

### Turnézenészek
- Pat Regan – billentyűs hangszerek, háttérvokál
- Mark Nelson – dobok (zenei videókban is szerepelt)

## Diszkográfia

### Stúdióalbum
- 22B3 (1986)

### Kislemezek
- "Hanging on a Heart Attack" (1986)
- "Who Says" (1986)
- "Pieces on the Ground" (1986)
- "Who's on the Line" (1986)